# Gibberythrops acanthura
Gibberythrops acanthura är en kräftdjursart som först beskrevs av Illig 1906.  Gibberythrops acanthura ingår i släktet Gibberythrops och familjen Mysidae. Inga underarter finns listade i Catalogue of Life.